# Pomposa moesta
Pomposa moesta är en insektsart som beskrevs av Ludwig Redtenbacher 1908. Pomposa moesta ingår i släktet Pomposa och familjen Diapheromeridae. Inga underarter finns listade i Catalogue of Life.